# Si on chantait
«Si on chantait» (lit. “Si cantáramos”) es una canción compuesta e interpretada por Julien Clerc, con letra de Étienne Roda-Gil. Se lanzó en diciembre de 1972 como sencillo principal de su álbum Liberté, Égalité, Fraternité... ou la Mort.

## Rendimiento comercial
«Si on chantait» alcanzó la posición número 8 en la lista de sencillos franceses. En 1974, «Si on chantait» fue relanzado en los Países Bajos, donde alcanzó la posición número 9 en la lista Single Top 100. Es su tercer mayor éxito en el país, después de «Hélène» y «This Melody».
La canción se convirtió en el cuadragésimo segundo sencillo más vendido de Francia en 1972, con un total de más de 250 000 copias vendidas.

## Lista de canciones
Todas las canciones escritas y compuestas por Julien Clerc y Étienne Roda-Gil.
1. «Si on chantait» – 3:20
2. «Le patineur» – 2:45

La versión holandesa del sencillo tiene «C'est la terre» como lado B.

## Posicionamiento

### Gráfica semanal
| Gráfica (1972–74)                    | Pico de posición |
| ------------------------------------ | ---------------- |
| Bélgica (Valonia) (Ultratop Singles) | 4                |
| Francia (IFOP)                       | 8                |
| Países Bajos (Nederlandse Top 40)    | 9                |
| Países Bajos (Single Top 100)        | 9                |

### Gráfica de fin de año
| Gráfica (1974)                    | Pico de posición |
| --------------------------------- | ---------------- |
| Países Bajos (Nederlandse Top 40) | 82               |
| Países Bajos (Single Top 100)     | 83               |

## Certificaciones y ventas
| País           | Certificación | Ventas  |
| -------------- | ------------- | ------- |
| Francia (IFOP) | —             | 250 000 |